# Ibateguara
Ibateguara est une municipalité brésilienne dans l'État de l'Alagoas.